# Giuseppe Biancani
Pour les articles homonymes, voir Biancani.
Giuseppe Biancani (en latin Josephus Blancanus), né le 8 mars 1566 à Bologne et décédé le 7 juin 1624 à Parme, est un prêtre jésuite italien, astronome, sélénographe et mathématicien de renom.

## Éléments de biographie
Biancani entre dans la Compagnie de Jésus le 4 octobre 1592 et fait son noviciat à Novellara, près de Reggio d'Émilie. Au terme de sa formation spirituelle, philosophique et théologique qui le conduit de Brescia à Padoue il est ordonné prêtre en 1603 à Padoue. Il étudie les mathématiques sous la direction de Christophe Clavius au Collegio Romano. Il est ensuite professeur de mathématiques au collège de Padoue durant 21 ans. Il y passe la plus grande partie de sa carrière.

## Contributions
Son ouvrage Aristotelis loca mathematica ex universes ipsius operibus collecta et explicata, sur la pensée d'Aristote, publié à Bologne en 1615 est mis à l'index. Comme plusieurs hommes de science jésuites de son temps il tente de détacher la culture jésuite scientifique de la physique aristotélicienne qui prévalait à l'époque.
Il publie en 1619 un autre ouvrage, Sphera mundi, seu cosmographia demonstrativa, ac facili methodo tradita. Il y expose que Dieu a créé la Terre selon une symétrie parfaite : les plus hautes montagnes de la terre ont leur équivalent dans les profondeurs des océans. Dans le sommaire, l'ouvrage est présenté comme la somme des découvertes faites par télescope par Tycho Brahe, Johannes Kepler, Galilée, Nicolas Copernic et d'autres.

## Œuvres (liste partielle)

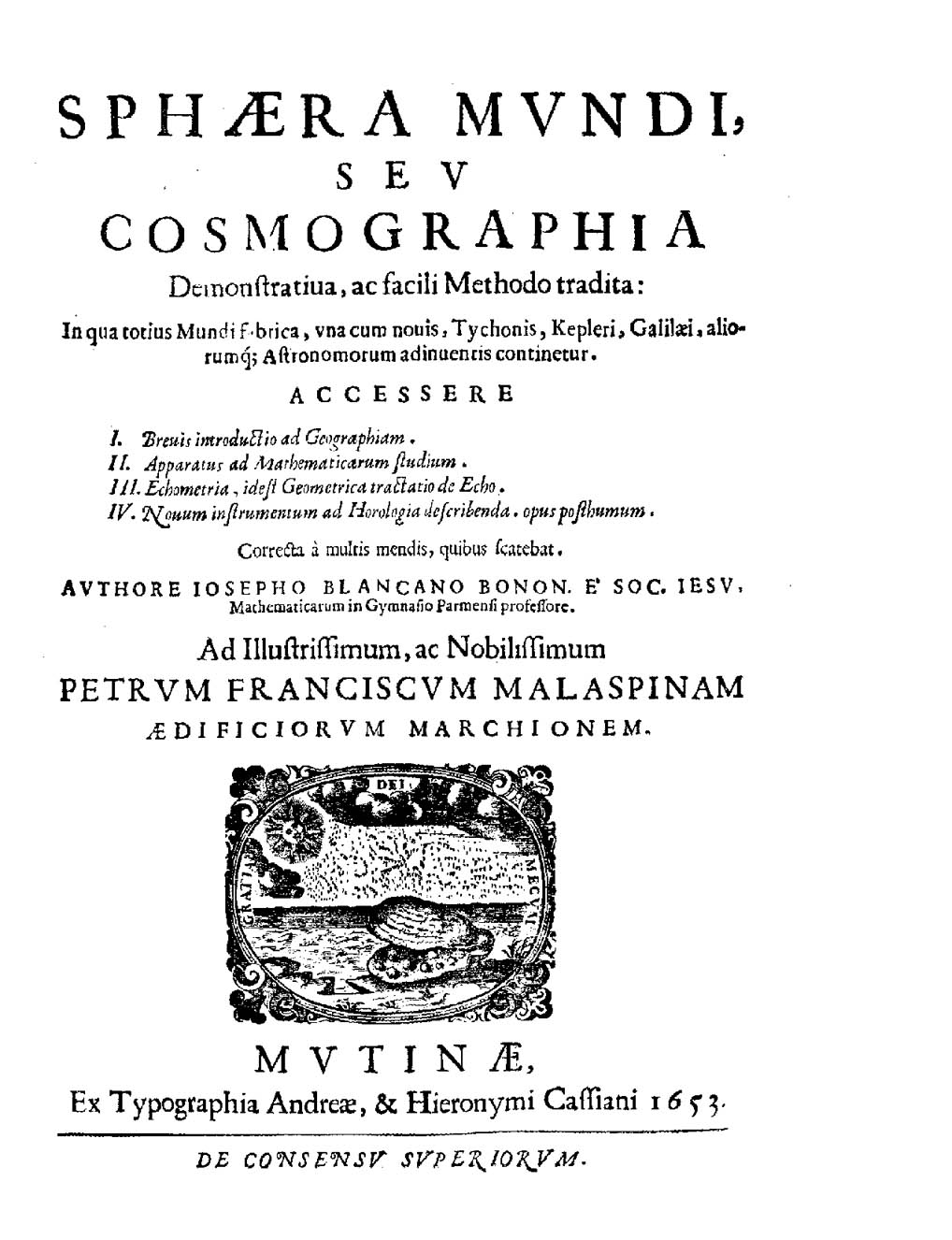
Sphaera mundi, seu Cosmographia demonstrativa, 1653

- Aristotelis loca mathematica ex universis ipsius operibus collecta, & explicata…, 1615
- (la) De mathematicarum natura dissertatio una cum clarorum mathematicorum chronologia, Bologne, Bartolomeo Cochi, 1615 (lire en ligne)
- (la) Sphaera mundi seu cosmographia, demonstratiua, ac facili methodo tradita, Bologne, Sebastiano Bonomi, 1620 (lire en ligne)
  - (la) Sphaera mundi, seu Cosmographia demonstrativa, Modène, Andrea Cassiani & Girolamo Cassiani, 1653 (lire en ligne)
- Constructio instrumenti ad horologia solaria — Illustrations du livreComment obtenir un cadran solaire parfait.

### Hommages
- À Vérone on trouve un monument de lui dans la cathédrale.
- Dans le ciel il y a, portant son nom :
  - Blancanus, cratère lunaire de 38 km de diamètre (ainsi nommé en 1651 par son élève Giovanni Riccioli),
  - un cratère météoritique de 76 km de diamètre sur Mars[1],

### Paronymie
Plusieurs savants italiens de noms semblables ont un cratère lunaire nommé en leur honneur :
| Nom       | Prénom    | Nom latin               | Article             | Naissance | Mort    | Cratère lunaire |
| --------- | --------- | ----------------------- | ------------------- | --------- | ------- | --------------- |
| Biancani  | Giuseppe  | Blancanus               | (présent article)   | 1566      | 1624    | Blancanus       |
| Bianchini | Francesco | Blanchinus (veronensis) | Francesco Bianchini | 1662      | 1729    | Bianchini       |
| Bianchini | Giovanni  | Blanchinus              | Giovanni Bianchini  | 1410      | v. 1469 | Blanchinus      |